# 九鬼隆英
九鬼 隆英（くき たかひで）は、江戸時代中期の丹波国綾部藩の世嗣。通称は主水。

## 略歴
3代藩主・九鬼隆直の長男として誕生。
隆英の誕生以前に、父・隆直は養子の隆寛に家督を譲って隠居していたため、隆寛の養子となった。元文4年（1739年）徳川吉宗に御目見するが、家督を相続することなく延享3年（1746年）に没した。
代わって、義父・隆寛の長男である隆恭が嫡子となった。